# William Hammon
William McDowall Hammon (1904 – 19 de setembro de 1989) foi um médico e pesquisador americano, mais conhecido por seu trabalho com a poliomielite. No início de sua carreira, antes de se tornar pesquisador, Hammon trabalhou por quatro anos como médico missionário no antigo Congo Belga. Após o retorno, recebeu seu diploma pela Allegheny College em 1932. Completou seu treinamento médico na Harvard Medical School em 1936. Hammon realizou pesquisas em parceria com o bacteriologista Hans Zinsser, recebendo os títulos de Mestre em Saúde Pública, em 1938, e de  Doutor, em 1939. Durante esse período, Hammon descobriu, em colaboração com outros pesquisadores, a primeira vacina para a panleucopenia felina.